# Nicolai Hannig
Nicolai Hannig (* 1980 in Bochum) ist ein deutscher Historiker und Hochschullehrer.
Von 2001 bis 2006 studierte er Geschichte, Germanistik und Philosophie an der Ruhr-Universität Bochum. Nach der Promotion 2009 im Fach Geschichte bei Frank Bösch an der Universität Gießen und der Habilitation 2017 (Venia Legendi im Fach Neuere und Neueste Geschichte) an der Universität München ist er seit 2020 Professor für Neuere Geschichte am Institut für Geschichte der TU Darmstadt.
Seine Forschungsschwerpunkte sind deutsche und europäische Geschichte des 19. und 20. Jahrhunderts, Umwelt- und Stadtgeschichte, historische Risikoforschung, Gewaltgeschichte seit 1800 und Medien- und Religionsgeschichte. In seiner Dissertation erkundete er den „Gestaltenwandel der Religion unter den Bedingungen einer verstärkten Medialisierung“ in der Bundesrepublik Deutschland.
Seine Habilitationsschrift zum Thema „Kalkulierte Gefahren. Naturkatastrophen und Vorsorge seit 1800“ wurde 2018 mit dem Habilitationspreis der Münchner Universitätsgesellschaft ausgezeichnet. 2021 erhielt er für diese Arbeit den Turku Book Award des Rachel Carson Centers und der European Society for Environmental History.

## Schriften (Auswahl)
Monographien
- Kalkulierte Gefahren. Naturkatastrophen und Vorsorge seit 1800. Wallstein Verlag, Göttingen 2019, ISBN 3-8353-3406-9.
- mit Hiram Kümper: Rezensionen. Finden – verstehen – schreiben. Wochenschau Verlag, Schwalbach am Taunus 2012, ISBN 978-3-89974-648-8.
- Die Religion der Öffentlichkeit. Kirche, Religion und Medien in der Bundesrepublik 1945–1980 (= Geschichte der Religion in der Neuzeit. Bd. 3). Wallstein Verlag, Göttingen 2010, ISBN 978-3-8353-0799-5.

Herausgeberschaften
- mit Anette Schlimm und Kim Wünschmann: Deutsche Filmgeschichten. Historische Porträts. Wallstein Verlag, Göttingen 2023, ISBN 978-3-835-35364-0.
- mit Detlev Mares: Krise! Wie 1923 die Welt erschütterte. wbg, Darmstadt 2022, ISBN 978-3-534-27521-2.
- mit Benjamin Städter: Die Welt seit 1989. Wochenschau Verlag, Frankfurt am Main 2022 (kommentierte Quellensammlung), ISBN 978-3-7344-1327-8.
- mit Malte Thießen: Vorsorgen in der Moderne. Akteure, Räume und Praktiken (= Schriftenreihe der Vierteljahrshefte für Zeitgeschichte. Bd. 115). De Gruyter Oldenbourg, Berlin 2017, ISBN 978-3-11-052677-6.
- mit Hiram Kümper: Abenteuer: Paradoxien zwischen Sicherheit und Ausbruch. Schöningh, Paderborn 2015, ISBN 978-3-506-78088-1.